# Домшайт-Берг, Даниэль
Даниэль Домшайт-Берг (нем. Daniel Domscheit-Berg; род. 1978), также известен под псевдонимом Даниэль Шмидт — немецкий активист в области информационных технологий, бывший представитель проекта WikiLeaks. Также является создателем проекта OpenLeaks.

## Профессиональная деятельность
С 2002 по 2005 год Домшайт-Берг изучал прикладную информатику в профессиональной академии Маннхайма. Впоследствии он работал в американской компании Electronic Data Systems инженером по компьютерным сетям с уклоном в область информационной безопасности и технологий беспроводных сетей. В 2009 году он покинул место работы и переехал в Берлин. В мае 2012 года Даниэль вместе с женой Анке Домшайт-Берг вступил в Пиратскую партию Германии.

## Деятельность в WikiLeaks
Домшайт-Берг начал работу в WikiLeaks в 2007 году, когда встретился с основателем проекта Джулианом Ассанжем на ежегодной конференции компьютерного клуба «Хаос» в Берлине. В 2010 году между Ассанжем и Домшайт-Бергом возник конфликт, в результате которого Ассанж отстранил его от деятельности. 25 сентября 2010 года Домшайт-Берг объявил об уходе из WikiLeaks. В интервью немецкой газете Spiegel он заявил: «WikiLeaks имеет структурную проблему. Я больше не хочу брать на себя ответственность за это, поэтому я покидаю проект». Критикуя Ассанжа, Домшайт-Берг заявлял, что его стиль работы и руководства являются авторитарными, что неприемлемо для организации, выступающей за прозрачность и демократические ценности.
Конфликт между Ассанжем и Домшайт-Бергом был назван одной из причин утечки 251287 дипломатических телеграмм США в 2010 году.
Книга Домшайт-Берга о его деятельности в WikiLeaks «WikiLeaks изнутри. Как я работал на самый опасный в мире сайт», была издана в Германии в 2011 году. В 2013 году на основе книги был снят фильм «Пятая власть».
После ухода из WikiLeaks Домшайт-Берг заявил о намерении уничтожить данные, которые он забрал с собой, в связи с высоким риском для информаторов. Он также потребовал, чтобы уничтожение было юридически заверено. В числе удалённых данных находился «черный список» граждан США, подозреваемых в терроризме, которым запрещено подниматься на борт самолёта на территории США. WikiLeaks впоследствии подтвердила удаление им более 3500 неопубликованных файлов и добавила, что среди них было также около 5 ГБ данных о Bank of America и инсайдерская информация 20 организаций ультраправого толка в США. Домшайт-Берг опроверг удаление этих данных.

## OpenLeaks
В декабре 2010 года Домшайт-Берг заявил о намерении создать проект OpenLeaks совместно с Хербертом Сноррассо и другими бывшими коллегами по WikiLeaks. В отличие от WikiLeaks, OpenLeaks не должен был самостоятельно публиковать материалы, эта роль отводилась прессе, неправительственным организациям и другим заинтересованным сторонам. Домшайт-Берг решил, что организация будет лишь «предоставлять технологии» в виде сетевых анонимных почтовых ящиков.
На собрании компьютерного клуба «Хаос» в августе 2011 года Домшайт-Берг объявил о предварительном запуске сайта OpenLeaks и пригласил хакеров протестировать безопасность системы. Однако члены клуба обвинили его в использовании репутации организации в целях продвижения проекта и исключили его из клуба. Это решение было отменено на собрании членов клуба 5 ноября 2012 года.
Сайт OpenLeaks начал работу в январе 2011 года. В 2012 году Домшайт-Берг опубликовал на сайте сообщение о том, что организация не будет продолжать дальнейшую работу в соответствии с изначальными намерениями. Однако в 2013 году он заявил, что будет продолжать работу над проектом. В настоящее время сайт недоступен.